# Friedrich Meggendorfer
Friedrich Meggendorfer (* 7. Juni 1880 in Bad Aibling; † 12. Februar 1953 in Bamberg) war ein deutscher Psychiater und Neurologe. Er war Lehrstuhlinhaber und vertrat eine erbbiologisch ausgerichtete Psychiatrie und arbeitete vor allem zu forensischen Themen und zum Alkoholismus als Indikation zur Zwangssterilisation nach dem „Gesetz zur Verhütung erbkranken Nachwuchses“. 1930 belegte er das familiäre Vorkommen der hereditären Form der Creutzfeldt-Jakob-Krankheit. Außerdem führte er (in Zusammenarbeit mit Adolf Bingel) als erster deutscher Psychiater 1939 an seiner Erlanger Klinik eine Elektrokrampftherapie durch.

## Leben

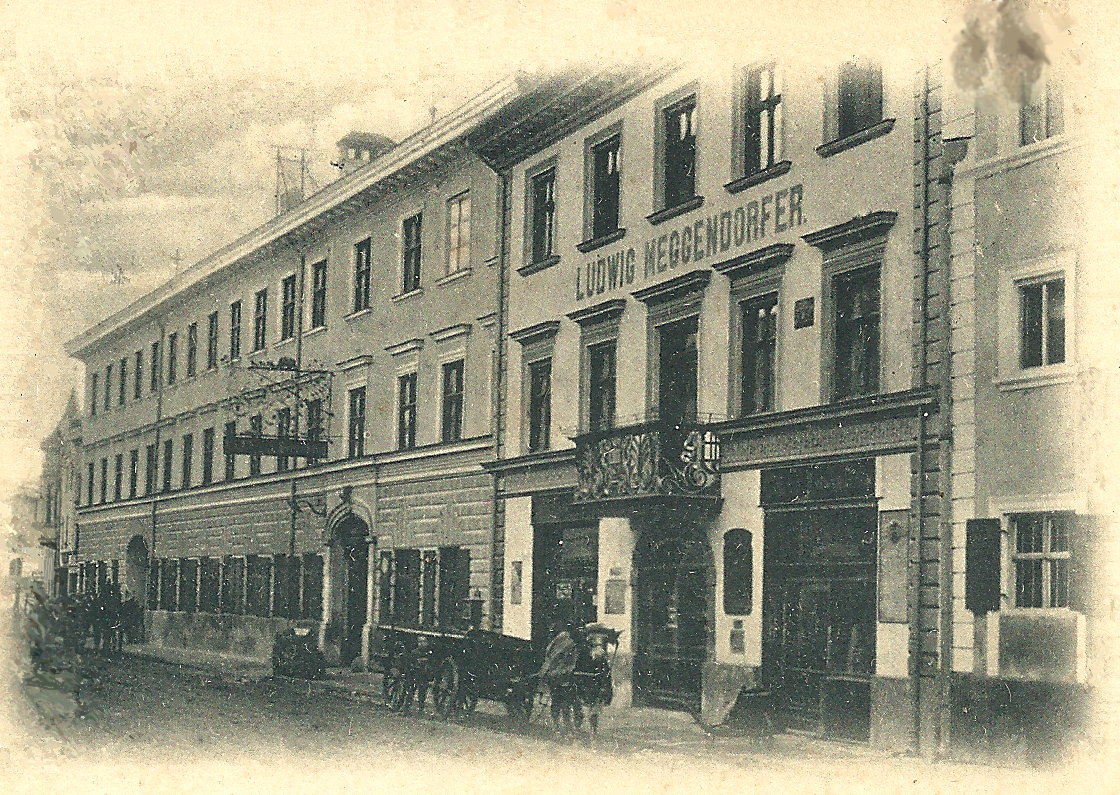
Elternhaus von Friedrich Meggendorfer in Bad Aibling (rechts)

Meggendorfer stammte väterlicherseits aus einer Kaufmanns- und mütterlicherseits aus einer Arztfamilie. Nach dem Besuch der Volksschule in Aibling und der Realschule in Traunstein verließ er die Schule mit der Mittelschulreife. Er sollte Kaufmann werden und hielt sich als kaufmännischer Volontär und zum Erlernen von Fremdsprachen in Rovereto, Genf, Paris und London auf. Als 1901 der „Boxeraufstand“ ausbrach, meldete er sich als Freiwilliger und wurde beim 2. Seebataillon in Wilhelmshaven als Einjährig-Freiwilliger ausgebildet, ohne aber noch nach China zu kommen.
1903 gelang es Meggendorfer, seinen Vater davon zu überzeugen, ihn Medizin studieren zu lassen. Nachdem er 1904 in Würzburg sein Abitur abgelegt hatte, studierte er in München und Berlin. 1909 legte er sein Staatsexamen ab und promovierte 1910 bei Emil Kraepelin. Anschließend arbeitete er als Medizinalpraktikant in München-Eglfing, Bad Oeynhausen und Konstantinopel und wurde 1911 Assistent bei Kraepelin. 1913 wechselte er zu Max Nonne an das Eppendorfer Krankenhaus in Hamburg.
Mit Ausbruch des Ersten Weltkrieges wurde Meggendorfer 1914 als Marineassistenzarzt auf die Ostfriesland kommandiert und später der Mittelmeerdivision zugeteilt. Hier arbeitete er unter anderem an der deutschen bakteriologischen Untersuchungsstelle in Konstantinopel. In seiner freien Zeit widmete er sich der Übersetzung alter medizinischer Werke aus dem Arabischen ins Deutsche.
1918 kehrte Meggendorfer nach Deutschland zurück und setzte seine wissenschaftliche Karriere als Oberarzt unter Wilhelm Weygandt an der Staatskrankenanstalt Friedrichsberg fort. Hier habilitierte er sich und wurde am 21. Juni 1921 Privatdozent. Er leitete in Friedrichsberg die Abteilung für Vererbungsforschung, die allerdings nicht, wie man ihm zugesagt hatte, zur psychiatrisch-erbbiologischen Forschungsstätte ausgebaut wurde. 1925 wurde Meggendorfer nicht beamteter außerordentlicher Professor. Am 3. Juni 1927 wurde er außerordentlicher Professor und verbrachte einige Monate bei dem Neurowissenschaftler Otfried Foerster in Breslau. Er trat am 1. Mai 1933 der NSDAP bei. 1934 wurde er Ordinarius für Psychiatrie und Direktor der Psychiatrischen und Nervenklinik der Universität Erlangen. Eine Rückberufung nach Hamburg als Nachfolger Weygandts scheiterte 1936.
Meggendorfer wurde am 22. August 1945 durch die Militärregierung entlassen, blieb aber kommissarischer Direktor der Psychiatrischen und Nervenklinik in Erlangen. Nach Prüfung seiner Vergangenheit wurde er am 15. Oktober 1947 wieder zum Professor ernannt und gleichzeitig emeritiert, war aber auch nach seiner Emeritierung noch wissenschaftlich tätig. Er war mit Jakobine Meggendorfer, geborene Krebs, verheiratet und hatte vier Töchter, darunter die Geowissenschaftlerin Ida Valeton (1922–2016).

## Wirken
Meggendorfer war ein exponierter Vertreter der erbbiologisch orientierten Psychiatrie. Seine ersten Veröffentlichungen beschäftigten sich mit der angeblichen familiären und hereditären Disposition zur progressiven Paralyse und behaupteten ein gehäuftes Auftreten von Schizophrenie unter den Verwandten von Kriminellen. Für die Forschungsarbeiten zur Klinik und Genealogie der „moral insanity“ war er 1921 an die Deutsche Forschungsanstalt für Psychiatrie beurlaubt, wo er mit dem Direktor der dortigen Genealogischen Abteilung, Ernst Rüdin, zusammenarbeitete.
Aus seinen Forschungsarbeiten leitete Meggendorfer die Forderung nach rassenhygienischen Maßnahmen ab. Er plädierte 1930 für die Erleichterung der Ehescheidung, sollte sich bei einem Ehepartner die Anlage zu einer erbbedingten psychischen Krankheit prognostizieren lassen und sprach sich 1933 für die Kastration als therapeutisches Mittel bei Homosexualität aus. Bedeutsam bei der Umsetzung des Gesetzes zur Verhütung erbkranken Nachwuchses wurden seine Arbeiten zur Indikation des Alkoholismus, in denen er sich nicht nur für die Sterilisation der offensichtlich schweren Alkoholiker aussprach, sondern auch diejenigen erfasst sehen wollte, „die durch ihre erbliche Belastung, ihre Psychopathie, ihre Kriminalität und ihr sonstiges asoziales Wesen zeigen, daß sie Träger von krankhaften Erbanlagen sind.“ Meggendorfer gehörte selbst dem Erbgesundheitsobergericht Bamberg an.
Im Jahre 1930 gab er eine frühe Beschreibung der familiären Form der Creutzfeldt-Jakob-Krankheit bei einer norddeutschen Familie ab. Der erste Fall war bereits 1924 von Kirschbaum beschrieben worden, aber Meggendorfer wies nach, dass es außer dem von Kirschbaum beschriebenen Fall eine Häufung weiterer Fälle in der Verwandtschaft gab.
Am 1. Dezember 1939 führte Meggendorfer in Zusammenarbeit mit der Firma Siemens an der Klinik Erlangen die erste Elektrokrampftherapie in Deutschland durch. Bis Ende Mai 1940, so berichtete er, wurden 52 Patienten mit insgesamt 790 Einzelanwendungen behandelt. Der Erfolg sei kurzfristig gewesen. 1942 folgerte Meggendorfer, dass der Elektrokrampf keine ideale Therapie der Schizophrenie sei, aber in Verbindung mit der Insulinschocktherapie die erfolgversprechendste.
Meggendorfer wird heute durch seine eugenischen Konzepte teils als wissenschaftlicher Wegbereiter der nationalsozialistischen Rassenhygiene gesehen.

## Schriften (Auswahl)
- Experimentelle Untersuchungen der Schreibstörungen bei Paralytikern. Engelmann, Leipzig, München 1910.
- Über Syphilis in der Ascendenz von Dementia praecox-Kranken. In: Deutsche Zeitschrift für Nervenheilkunde. 51, 1914.
- Über Vortäuschung verschiedener Nervenkrankheiten durch Hypophysentumoren. In: Deutsche Zeitschrift f Nervenheilkunde. 55(1-3), 1916, S. 1–28.
- Klinische und genealogische Untersuchungen über „Moral Insanity“. In: Zeitschrift f. d. ges. Neurologie u. Psychiatrie. 66 1921, S. 208–231.
- Über Encephalitis lethargica, Schlaf und Scopolaminwirkung. In: Deutsche Zeitschrift f Nervenheilkunde. 68-69, 1921, S. 159–164.
- Über den Ablauf der Paralyse. In: Zeitschrift für die gesamte Neurologie und Psychiatrie. 63, 1921, S. 9–47.
- Über die Rolle der Erblichkeit bei der Paralyse. In: Zeitschrift für die gesamte Neurologie und Psychiatrie. 65, 1921, S. 18–33.
- Chronische Encephalitis epidemica. In: Zeitschrift für die gesamte Neurologie und Psychiatrie. 75, 1922, S. 89–220.
- Die psychischen Störungen bei der Huntingtonschen Chorea, klinische und genealogische Untersuchungen. (Zugleich Mitteilung 11 neuer Huntingtonfamilien). In: Zeitschrift für die gesamte Neurologie und Psychiatrie. 87, 1923, S. 1–49.
- Über Kokainismus. Neuland-Verlag, Hamburg 1925.
- mit Gottfried Ewald und Berthold Pfeifer: Handbuch der Geisteskrankheiten. Julius Springer, Berlin 1928, 1928–30.
- Klinische und genealogische Beobachtungen bei einem Fall von spastischer Pseudosklerose Jakobs. In: Zeitschrift für die gesamte Neurologie und Psychiatrie. 128, 1930, S. 337–341.
- Gerichtliche Psychiatrie. C. Heymann, Berlin 1931. DNB 58068489X.
- Die erbbiologischen Ergebnisse in der übrige Medizin. In: Erblehre und Rassenhygiene im völkischen Staat. 1934, S. 230–256.
- Zur Abgrenzung des krankhaften Schwachsinns von der physiologischen Beschränktheit. In: Zeitschrift für die gesamte Neurologie und Psychiatrie. 154, 1935, S. 486–498.
- Was ist schwerer Alkoholismus? In: Deutsche Medizinische Wochenschrift. 62, 1936, S. 9–13.
- Beiträge zur gerichtlichen Psychiatrie in der von Manfred Bleuler besorgten 6. Auflage von: Eugen Bleuler. Lehrbuch der Psychiatrie. Springer, Berlin 1937
- Alkoholismus und Volksbestand. Neuland-Verlagsges, Berlin 1940.
- Elektrokrampfbehandlung der Psychosen. In: Deutsche Medizinische Wochenschrift. 66, 1940, S. 1155–1157. doi:10.1055/s-0028-1122348
- Allgemeine und spezielle Therapie der Geistes- und Nervenkrankheiten. Wissenschaftl. Verlagsges, Stuttgart 1950. DNB 453283039.
- Ein Fall von Algolagnie mit bemerkenswerter Tarnung des Verhaltens. In: Der Nervenarzt. 22, 1951, S. 393–394. PMID 14941158
- Einst und jetzt. Fünfzig Jahre Schizophrenie; Entwicklung der Schizophrenielehre und der Schizophreniebehandlung. In: Münchner Medizinische Wochenschrift. 94, 1952, S. 433–439. PMID 14919495